# Joannes Magister
Joannes Magister (1510 körül) bártfai asztalosmester, bútorműves.
1511-ben fejezte be a városháza részére készített szekrényt, amiben a város legfontosabb okiratait tartották. Feltehetően ő volt a városháza ekkortájt készült többi bútorának megalkotója is.